# Wiesław Prządka

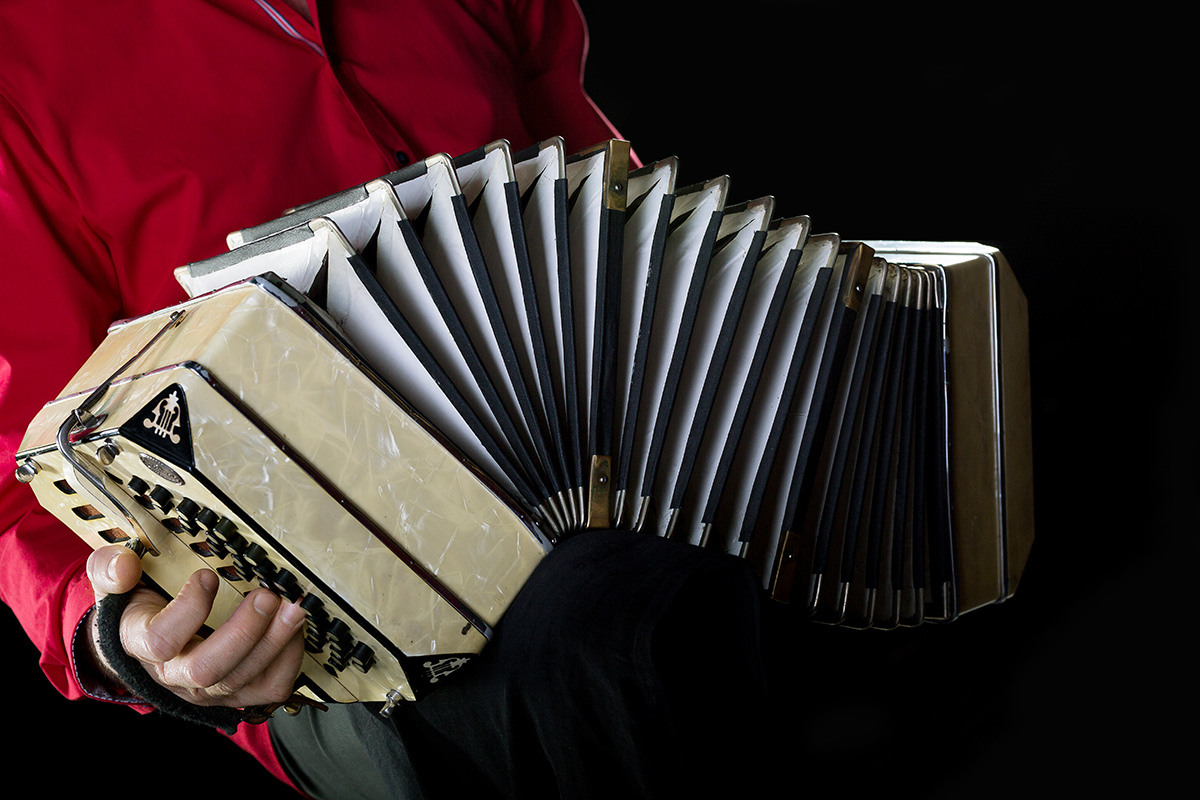
bandoneon diatoniczny

Wiesław Prządka (ur. 6 marca 1964 w Wolsztynie) – polski akordeonista i bandoneonista, kompozytor i aranżer.

## Życiorys
Wiesław Prządka naukę rozpoczął w Ognisku Muzycznym w Wolsztynie. Następnie edukację kontynuował w Szkole Muzycznej I stopnia im. Stanisława Moniuszki w Zbąszyniu i Liceum Muzycznym im. Mieczysława Karłowicza w Poznaniu. W latach 1984–1988 studiował w Akademii Muzycznej im. I.J. Paderewskiego w Poznaniu na wydziale instrumentalnym w klasie akordeonu pod kierunkiem prof. Henryka Krzemińskiego. Jako wieloletni członek Poznańskiego Kwintetu Akordeonowego koncertował w Polsce i Europie. Już w 1990 został laureatem I Nagrody na Międzynarodowym Konkursie Zespołów Kameralnych w Paryżu z Poznańskim Kwintetem Akordeonowym. W 1995 roku nakładem wydawnictwa Radia Merkury Poznań została wydana pierwsza płyta pt. „Kocham Paryż”. W następnych latach rozpoczyna się ścisła współpraca ze Zbigniewem Górnym i jego orkiestrą, gdzie został zaproszony, jako solista do koncertu jubileuszowego z okazji 20-lecia Orkiestry Zbigniewa Górnego dla TVP Program 2.
Od 1999 roku Wiesław Prządka rozpoczął działalność filharmoniczną. Od tego momentu artysta regularnie zaczął koncertować w salach filharmonicznych w całej Polsce.
Program telewizyjny „El Tango” z muzyką Astora Piazzolli na zaproszenie Waldemara Malickiego, jak i udział na Festiwalu Gwiazd w Międzyzdrojach z Waldemarem Malickim i Vadimem Brodskim otwarł muzyka na nurt argentyński. Pierwsze sukcesy artystyczne na bandoneonie rozpoczęły się w 2001 r, grając muzykę Astora Piazzolli. Występując w Teatrze im. Juliusza Słowackiego w Krakowie, przy przedstawieniu „Tango Piazzolla” pokazał Polakom inne spojrzenie na ten gatunek muzyczny.. Lata 2000 do 2010 to ścisła współpraca z zespołami Trio Revirado, Tango Bridge i New Tango Bridge krakowskiego kontrabasisty Grzegorz Frankowskiego. Jako solista brał udział w benefisach Jacka Wójcickiego „W 80 minut dookoła świata”, Zbigniewa Wodeckiego, Hanny Banaszak, Krystyny Feldman realizowanych dla TVP Program 2.
Koncert z akordeonistą Richardem Galliano wraz z Tomaszem Tomaszewskim, Filipem Wojciechowskim i orkiestrą kameralną Sinfonia Baltica pod dyrekcją Bohdana Jarmołowicza w Filharmonii Poznańskiej został zarejestrowany i ukazała się płyta Tango For Ever. Od 2004 roku współpracował z międzynarodową grupą Distango, koncertując w całej Europie z muzyką Astora Pizazolli.
Od 2013 współpracuje z Teatrem Naszem Jadwigi i Tadeusza Kutów, występując w przedstawieniach „Ogień w Nutach” oraz „Edith Piaf i nie tylko…”.
Kolejny przełom muzyczny to rok 2015, gdzie u muzyka pojawia się coraz częściej jazz. Wiesław Prządka powołuje nową formację Tango Jazz Project z udziałem gwiazd polskiego jazzu. Muzyka wykonywana przez zespół łączy w sobie dwa światy: tanga i jazzu.
Od 2017 rozpoczął współpracę z orkiestrą kameralną Amadeus, wykonując wspólnie koncert pod dyrekcją Anny Duczmal – Mróz z muzyką Astora Piazzolli w Auli UAM w Poznaniu 12 lutego 2017. Już w czerwcu 2017 – koncert ten został powtórzony w Studio Koncertowym im. Witolda Lutosławskiego w Warszawie i zarejestrowany w systemie audio.
W marcu 2019 roku odbył się Koncert Jubileuszowy 25 lecia New Musette Quartet w Auli UAM w Poznaniu.
W marcu 2020 Wiesław Prządka wraz z Orkiestra Polskiego Radia AMADEUS pod dyrekcją Agnieszka Duczmal został nominowany do nagrody Nagroda Muzyczna „Fryderyk” za Album Roku Muzyka Koncertująca z płytą Astor Piazzolla: Suita Troileana.

## Kariera muzyczna
Upowszechnia muzykę francuską na scenach kameralnych i w filharmoniach. Wiesław Prządka wprowadził akordeon jako instrument solowy w Polsce na sceny filharmonii. Rozpropagował w Polsce stylu musette (wiejskiej, lekkiej muzyce francuskiej) i new musette (połączenie tradycyjnego walczyka francuskiego musette z jazzem). Eksperymentując na scenie muzycznej zaczął łączyć akordeon z różnymi stylami muzycznymi (tango, jazz, latino i inne). Działalność artystyczna, dzięki francuskiemu kompozytorowi Francis Lai, rozwinęła w artyście nowe projekty muzyczne (koncerty plenerowe w niezwykłych lokalizacjach).
Drugi wykonywany nurt muzyczny to tango. Poszukiwanie lepszego brzmienia muzyki argentyńskiej, przyczyniło się do nauki na bandeneonie diatonicznym, instrumencie charakterystycznym dla tanga.
Współpracuje z postaciami sceny muzycznej – Hanną Banaszak, Grażyną Brodzińską, Olgą Bończyk, Justyną Szafran, Waldemarem Malickim, Jackiem Wójcickim, Zbigniewem Górnym, Tomaszem Szymusiem, Tomaszem Tomaszewskim, Richardem Galliano, Krzysztofem Jakowiczem, Krzysztofem Kiljańskim, Bohdanem Jarmołowiczem, Filipem Wojciechowskim, Krzysztof Meisingerem, Robertem Horną, Markiem Piątkiem, Rafałem Karasiewiczem, Zbigniewem Wromblem, Andrzejem Mazurkiem, Jose Juniorem Mossalinim, Izydorem Leitingerem i innymi.
Dokonał szeregu nagrań dla rozgłośni radiowych i telewizyjnych w Polsce, Szwecji, Niemczech, Holandii, Francji, Danii, Belgii, Włoszech. Współtworzył i tworzył zespoły muzyczne i projekty takie jak New Musette Quartet, Jazz Tango Projekt, Hot Swing, New Tango Bridge.
Jako dyrektor artystyczny przygotował między innymi Koncert Plenerowy „Wiesław Prządka i Przyjaciele” Wolsztyn 2010, z udziałem artystów takich jak Grażyna Brodzińska, Justyna Szafran, Zbigniew Wodecki, Jacek Kotlarski, New Musette Quartet, Spektakl „Maria De Buenos Aires” Tango-Operity z muzyką Astora Piazzolli – po raz pierwszy wystawionej w Polsce podczas Festiwalu Malta w Poznaniu. Koncert plenerowy „Pod wieżą”– Słotwiny Arena w Krynicy Zdroju z udziałem: Olgi Bończyk, Rafała Bartmińskiego, Stanisława Sojki, Piotra Gąsowskiego, Jacka Kotlarskiego, Patrycji Kotlarskiej z towarzyszeniem Orkiestry Kameralnej Art Silesian Cellective pod dyrekcją Mateusza Walacha. Koncert plenerowy „Dźwięki gór”- Słotwiny Arena z udziałem: Artura Andrusa, Krzesimira Dębskiego, Joszko Brody, Julii Doszny – łemkowskiej pieśniarki, Zampona en Trio z Argentyny, Vołosów, Marka Piątka i Orkiestry Smyczkowej Primuz pod dyrekcją Łukasza Błaszczyka. Koncert plenerowy „Muzyka filmowa- Emanuelle”-Słotwiny Arena w Krynicy Zdroju z udziałem: Olgi Bończyk, Mateusza Ziółko, Artura Andrusa, Chris Schittulli, Carlos Roulet, Dominik Bukowski oraz zespół Hot Swing z towarzyszeniem Orkiestry Kameralnej Art Silesian Cellective pod dyrekcją Mateusza Walacha.
Współpraca z orkiestrami i filharmoniami:
Współpracował z wieloma orkiestrami i filharmoniami, były to m.in.: Orkiestra Kameralna Polskiego Radia Amadeus Agnieszki Duczmal, Orkiestra Kameralna Filharmonii Narodowej, Baltic Neopolis Orchestra ze Szczecina, Orkiestra Kameralna Art Silesian Cellective, Filharmonia Bałtycka w Gdańsku, Filharmonia Poznańska, Orkiestra Zbigniewa Górnego, Orkiestra Tomasza Szymusia i wiele innych.

## Udział w festiwalach
Wiesław Prządka brał udział w wielu festiwalach i wydarzeniach muzycznych takich jak: Festiwal Gwiazd – Międzyzdroje, Malta Festival 2009, Letni Festiwal Jazzu Tradycyjnego – Tarnów, 50 i 53 Międzynarodowy Festiwal im. Jana Kiepury w Krynicy Zdrój Letni Festiwal MUZYCZNE TARASY – Tarnów Mościce, XV Międzynarodowym Festiwalu Jazzowym „Jazz Bez..” koncerty – Przemyśl, Lwów, 24. Międzynarodowy Festiwal Muzyki Akordeonowej w Przemyślu, Festival Dell Arte w Dolinie Pałaców i Ogrodów, III Międzynarodowy Festiwal Muzyczny BelleVoci w Brzegu Dolnym i wiele innych.

## Dyskografia
Muzyk wydał zarówno płyty solowe, jak i z towarzyszeniem orkiestr oraz innych solistów:
- Astor Piazzolla Los Pajaros Pedrdios (Special Edition). Płytę 22 czerwca 2021 wydała oficyna DUX Recording Producers (nr kat. DUX 1752/2021)[12].
- Tango – Suita Troilena – płyta live z Orkiestrą Kameralną Polskiego Radia Amadeus pod dyrekcją Anny Duczmal-Mróz
- solowa płyta Magic of accordion z towarzyszeniem orkiestry Polska Filharmonia Sinfonia Baltica pod.Dyr Bohdana Jarmołowicza
- Tango Forever – z udziałem Richarda Galliano
- Kocham Paryż
- Besame Mucho
- Inspiracje
- New Musette
- Tango Alla Polaca, Regreso al Sur
- Gershwin Piazzolla

## Wyróżnienia
I nagroda na Ogólnopolskim Konkursie Solistów i Zespołów Akordeonowych w Międzyrzeczu, I nagroda -na Międzynarodowym Konkursie Zespołów Kameralnych w Paryżu, Złoty Laur Sceny na Piętrze Medal – Homo Artifex, Nagroda Burmistrza za promowanie i rozwój dla Miasta i Gminy Wolsztyn (to rodzinne miasto Wiesława Prządki), Srebrny Medal Hipolita Cegielskiego „Labor Omnia Vincit”